# Grammy Award for Best Album Notes
Der Grammy Award for Best Album Notes, auf deutsch „Grammy-Auszeichnung für den besten Album-Begleittext“, ist ein Musikpreis, der seit 1964 von der amerikanischen Recording Academy im Bereich Musikproduktion verliehen wird. Den Preis erhält der Verfasser des Album-Begleittextes.

## Geschichte und Hintergrund
Die seit 1959 verliehenen Grammy Awards werden jährlich in zahlreichen Kategorien von der Recording Academy in den Vereinigten Staaten vergeben, um künstlerische Leistung, technische Kompetenz und hervorragende Gesamtleistung ohne Rücksicht auf die Album-Verkäufe oder Chart-Position zu würdigen.
Eine dieser Kategorien ist der Grammy Award for Best Album Notes. Der Preis wird seit 1964 verliehen und ging im ersten Jahr an Leonard Feather und Stanley Dance für den Begleittext zum Album The Ellington Era von Duke Ellington. Von 1973 bis 1976 gab es getrennte Preise für klassische und nichtklassische Werke.

## Gewinner und Nominierte
| Jahr                 | Bereich              | Gewinner | Nationalität                              | Werk | Künstler                                                                                            | Nominierte | Bild des/der Gewinner(s) |
| -------------------- | -------------------- | --- | ----------------------------------------- | --- | --------------------------------------------------------------------------------------------------- | --- | ------------------------ |
| 1964                 | 1964                 | Leonard Feather und Stanley Dance | Vereinigtes Königreich Vereinigte Staaten | The Ellington Era                                                                                               | Duke Ellington                                                                                      | - Edward Albee und Harold Clurman für Who’s Afraid of Virginia Woolf? – Originalbesetzung - Harold Arlen für The Barbra Streisand Album – Barbra Streisand - Sidney Bock für An Evening of Elizabethan Music – Julian Bream Consort - Bob Ballard für The Amazing Amanda Ambrose – Amanda Ambrose - Benjamin A. Botkin, Sylvester Vigilante, Harold Preece und James Horan für The Badmen – Pete Seeger und andere |                          |
| 1965                 | 1965                 | Stanton Catlin und Carleton Beals |                                           | Mexico (Legacy Collection)                                                                                      | Carlos Chávez                                                                                       | - Neville Cardus für Mahler: Sinfonie Nr. 5 - Berg: Wozzeck Auszüge mit einem Solo von Phyllis Curtin – Erich Leinsdorf (Dirigent) und das Boston Symphony - Alexander Cohen für Beyond the Fringe '64 – Originalbesetzung - Stan Getz, João Gilberto und Gene Leess für Getz/Gilberto – Stan Getz und João Gilberto - Rory Guy für The Definitive Piaf – Édith Piaf - George Sponholtz für The Young Chevalier – Maurice Chevalier - Jack Tracy für Quincy Jones Explores the Music of Henry Mancini – Quincy Jones |                          |
| 1966                 | 1966                 | Stan Cornyn | Vereinigte Staaten                        | September of My Years                                                                                           | Frank Sinatra                                                                                       | - Dom Cerulli für The Voice of the Uncommon Man – Adlai Ewing Stevenson - Stanley Dance für Grand Terrace Band – Earl Hines - Charles Lamb für Father and Son – Hank Williams und Hank Williams Jr. - Gustav Rudolf Sellner und Otto Gerdes für Berg: Wozzeck – Karl Böhm (Dirigent) und Orchester der Deutschen Oper Berlin |                          |
| 1967                 | 1967                 | Stan Cornyn | Vereinigte Staaten                        | Sinatra at the Sands                                                                                            | Frank Sinatra                                                                                       | - Harvey Cowen für Ben Colder Strikes Again – Ben Colder - Stanley Dance und Ralph J. Gleason für The Ellington Era, Volume 2 – Duke Ellington - Fred W. Friendly für Edward R. Murrow: A Reporter Remembers, Vol. I—The War Years - Nelson Lyon für Doctor Zhivago – Maurice Jarre |                          |
| 1968                 | 1968                 | John D. Loudermilk | Vereinigte Staaten                        | Suburban Attitudes in Country Verse                                                                             | John D. Loudermilk                                                                                  | - Stan Cornyn für Francis Albert Sinatra & Antonio Carlos Jobim – Frank Sinatra und Antonio Carlos Jobim - Stanley Dance für The Far East Suite – Duke Ellington - Rory Guy für Extra Special! – Peggy Lee - Rod McKuen für The Earth – Rod McKuen mit Musik von Anita Kerr - Richard Oliver für Listen! – Gary Lewis & the Playboys |                          |
| 1969                 | 1969                 | Johnny Cash | Vereinigte Staaten                        | At Folsom Prison                                                                                                | Johnny Cash                                                                                         | - Stan Cornyn für Francis A. & Edward K. – Frank Sinatra und Duke Ellington - Miles Kreuger für Ethel Waters on Stage and Screen – Ethel Waters - Richard Oliver für Anthology of Indian Music, Volume 1 – Ravi Shankar, Ali Akbar Kahn und Sundaram Balachander - Pete Seeger für Pete Seeger’s Greatest Hits – Pete Seeger |                          |
| 1970                 | 1970                 | Johnny Cash | Vereinigte Staaten                        | Nashville Skyline                                                                                               | Bob Dylan                                                                                           | - Joan Baez für David’s Album – Joan Baez - John Dodds II für Chicago Mess Around – Johnny Dodds - John Hartford für John Hartford – John Hartford - Rex Reed für At Town Hall – Mabel Mercer und Bobby Short |                          |
| 1971                 | 1971                 | Chris Albertson | Vereinigte Staaten                        | The World’s Greatest Blues Singer                                                                               | Bessie Smith                                                                                        | - Billy Edd Wheeler für As I See It – Jack Moran - Ralph J. Gleason für Bitches Brew – Miles Davis - Rod McKuen für Hold Back the World – Alexander’s Greyhound Bass, Anthony d'Oberoff für I Do Not Play No Rock and Roll – Mississippi Fred McDowell - Rex Reed für Judy. London. 1969. – Judy Garland - James Goodfriend für Sixteen All Time Greatest Hits – Bill Monroe and the Blue Grass Boys - Arthur Knight für They Shoot Horses, Don't They? – John Green Orchestra |                          |
| 1972                 | 1972                 | Sam Samudio | Vereinigte Staaten                        | Sam, Hard and Heavy                                                                                             | Sam the Sham                                                                                        | - Colman Andrews für Miles Davis – Miles Davis - Don Demichael für The Genius of Louis Armstrong – Louis Armstrong - Nat Hentoff für Louis Armstrong: July 4, 1900 – July 6, 1971 – Louis Armstrong - James Lyons für Music of Varese – Konstantin Simonovitch (Dirigent) mit dem Paris Instrumental Ensemble - Joshua Rifkin für Piano Rags by Scott Joplin – Rifkin - George T. Simon für This is Benny Goodman – Benny Goodman - Tom West für Honky Tonkin’ with Charlie Walker – Charlie Walker |                          |
| 1973                 | Nichtklassik         | Tom T. Hall | Vereinigte Staaten                        | Tom T. Hall's Greatest Hits                                                                                     | Tom T. Hall                                                                                         | - Michael Brooks für Super Chief – Count Basie - Albert Goldman für Lenny Bruce: Carnegie Hall – Lenny Bruce - Charles Mingus für Let My Children Hear Music – Charles Mingus - Dan Morgenstern für Bunny Berigan, His Trumpet and His Orchestra, Volume 1 – Bunny Berigan |                          |
| 1973                 | Klassik              | James Lyons |                                           | Vaughan Williams: Symphony No. 2 ("A London Symphony")Orchestra                                                 | London Symphony Orchestra unter der Leitung von André Previn                                        | - David Cairns für Berlioz: Benvenuto Cellini – Colin Davis (Dirigent) mit dem London Symphony Orchestra - Tom Eastwood für Julian and John – Julian Bream und John Williams - Karolynne Gee für Michael Rabin: In Memoriam – Michael Rabin - H. C. Robbins Landon für Haydn: Symphonies (Complete), Volumes 4 and 5 – Antal Doráti (Dirigent) mit der Philharmonia Hungarica - Sacheverell Sitwell für John Ogdon Plays Alkan – John Ogdon - Ursula Von Rauchhaupt für String Quartets of the New Viennesse School – La Salle Quartet |                          |
| 1974                 | Nichtklassik         | Dan Morgenstern | Vereinigte Staaten                        | God Is in the House                                                                                             | Art Tatum                                                                                           | - Stan Cornyn für Ol’ Blue Eyes Is Back – Frank Sinatra - Chet Flippo für Lonesome, On’ry and Mean – Waylon Jennings - William Ivey für This is Jimmie Rodgers – Jimmie Rodgers - Lionel Newman für Remember Marilyn – Marilyn Monroe |                          |
| 1974                 | Klassik              | Glenn Gould | Kanada                                    | Hindemith: Sonatas for Piano Complete                                                                           | Villa Musica Ensemble                                                                               | - Misha Donat für Berio: Recital 1 ("For Cathy") – Luciano Berio (Dirigent) mit der London Sinfonietta und Cathy Berberian als Solistin - Tom Eastwood für The Woods So Wild – Julian Bream - Irving Kolodin für Dvorák: Klavierquartett Es-Dur op. 87 – Guarneri Quartet mit dem Solisten Arthur Rubinstein - Harvey Phillips für Bizet: Carmen – Leonard Bernstein (Dirigent) mit dem Orchester der Metropolitan Opera und den Solisten Marilyn Horne, James McCracken, Andriana Maliponte und Tom Krause - Alan Rich für Rachmaninov: Klavierkonzert Nr. 2 in c-Moll – Eugene Ormandy (Dirigent) mit dem Philadelphia Orchestra und dem Solisten Arthur Rubinstein - H.C. Robbins Landon für Haydn: Sinfonie Nr. 36 und Sinfonie Nr. 48 – Antal Doráti (Dirigent) mit der Philharmonia Hungarica - H.C. Robbins Landon für Haydn: Sinfonie Nr. 20 in C-Dur und Sinfonie Nr. 35 in B-Dur – Antal Doráti (Dirigent) mit der Philharmonia Hungarica - Erik Smith für Bach: Brandenburg Concertos – Neville Marriner (Dirigent) mit der Academy of St. Martin in the Fields - Clair Van Ausdall für Debussy: La mer/Prélude à l'après-midi d'un faune - Ravel: Daphnis et Chloé, Suite Nr. 2 – Eugene Ormandy (Dirigent) mit dem Philadelphia Orchestra |                          |
| 1975                 | Nichtklassik         | Charles R. Townsend |                                           | For the Last Time                                                                                               | Bob Wills & His Texas Playboys                                                                      | - Rudy Behlmer für 50 Years of Film Music – verschiedene Künstler - Ralph J. Gleason für The Pianist – Duke Ellington - J.R. Young für The World is Still Waiting for the Sunrise – Les Paul und Mary Ford |                          |
| 1975                 | Nichtklassik         | Dan Morgenstern | Vereinigte Staaten                        | The Hawk Flies                                                                                                  | Coleman Hawkins                                                                                     | - Rudy Behlmer für 50 Years of Film Music – verschiedene Künstler - Ralph J. Gleason für The Pianist – Duke Ellington - J.R. Young für The World is Still Waiting for the Sunrise – Les Paul und Mary Ford |                          |
| 1975                 | Klassik              | Rory Guy | Vereinigte Staaten                        | The Classic Erich Wolfgang Korngold                                                                             | Ulf Hoelscher und das Symphonie-orchester des Süddeutschen Rundfunks unter Leitung von Willy Mattes | - David Cairns für Berlioz: The Damnation of Faust – Colin Davis (Dirigent) und das London Symphony Orchestra - Deryck Cooke für Mahler: Symphony No. 10 – Wyn Morris (Dirigent) und das New Philharmonic Orchestra - Donald Garvelmann für Scriabin: Piano Music (Complete), Volume 2 – verschiedene Künstler - George Jellinek für Humperdinck: Hänsel und Gretel – Kurt Eichhorn (Dirigent) und das Bayrische Radio Orchester mit den Solisten Anna Moffo und Helen Donath - Irving Kolodin für Verdi: I Vespri Siciliani – James Levine (Dirigent) und das New Philharmonia Orchestra - Christopher Palmer fürHerrmann: Citizen Kane – Charles Gerhardt (Dirigent) und das National Philharmonic Orchestra - Wolfram Schwinger für Weber: Der Freischütz – Erich Kleiber (Dirigent) - Erik Smith für Mozart: Don Giovanni – Colin Davis (Dirigent) und der Royal Opera House Chor und Orchester - Clair W. Van Ausdall für Rachmaninov: The Bells and 3 Russian Songs – Eugene Ormandy (Dirigent) und der Temple University Chor |                          |
| 1976                 | Nichtklassik         | Pete Hamill | Vereinigte Staaten                        | Blood on the Tracks                                                                                             | Bob Dylan                                                                                           | - Ralph J. Gleason für The Real Lenny Bruce – Lenny Bruce - Benny Green für The Tatum Solo Masterpieces – Art Tatum - Tom T. Hall für Greatest Hits, Volume 2 – Tom T. Hall - George T. Simon für Glenn Miller: A Legendary Performer – Glenn Miller & His Orchestra |                          |
| 1976                 | Klassik              | Gunther Schuller | Vereinigte Staaten                        | Footlifters: A Century of American Marches                                                                      | All-Star Band unter der Leitung von Gunther Schuller                                                | - Rudi Blesh für Joplin: The Complete Works – Dick Hyman - László Eősze für Kodály: Orchestral Works – Antal Doráti (Dirigent) und die Philharmonia Hungarica - Rory Guy und Itzhak Perlman für Joplin: The Easy Winners mit den Solisten Itzhak Perlman und André Previn - Rory Guy für Gershwin: Gershwin’s Wonderful mit den Solisten Ralph Grierson und Artie Kane - James H. Moore für Gagliano: La Dafne – Paul Vorwerk (Dirigent) mit der Musica Pacifica - Christopher Palmer für Korngold: Die Tote Stadt – Erich Leinsdorf (Dirigent) und das Münchner Rundfunkorchester mit den Solisten René Kollo, Carol Neblett, Hermann Prey und Benjamin Luxon - Judith Robison für The English Harpsichord von William Byrd, Giles Farnaby und anderen –Solist Igor Kipnis - H.C. Robbins Landon für Haydn: Sinfonien 93–104 – Antal Doráti (Dirigent) und der Philharmonia Hungarica |                          |
| 1977                 | 1977                 | Dan Morgenstern | Vereinigte Staaten                        | The Changing Face of Harlem: Savoy Sessions                                                                     | verschiedene Künstler                                                                               | - George R. Marek für Beethoven: The Five Piano Concertos – Daniel Barenboim (Dirigent) und das London Philharmonic Orchestra mit dem Solisten Arthur Rubinstein - Douglas B. Green für The Blue Sky Boys – The Blue Sky Boys - Francis Robinson für Caruso: A Legendary Performer – Enrico Caruso - Mort Goode für The Complete Tommy Dorsey, Volume 1 – 1935 – Tommy Dorsey |                          |
| 1978                 | 1978                 | George T. Simon | Vereinigte Staaten                        | Bing Crosby: A Legendary Performer                                                                              | Bing Crosby                                                                                         | - Chris Albertson für Stormy Blues – Billie Holiday - Michael Brooks für The Lester Young Story, Volume 1 – Lester Young - George T. Simon für Guy Lombardo: A Legendary Performer – Guy Lombardo - Patrick Snyder für Flight Log – Jefferson Airplane |                          |
| 1979                 | 1979                 | Michael Brooks | Vereinigte Staaten                        | A Bing Crosby Collection, Volumes 1 and 2                                                                       | Bing Crosby                                                                                         | - Irving Kolodin und William Bender für Beethoven: Symphonies (9) – Herbert von Karajan (Dirigent) und die Berliner Philharmoniker - Leonard Feather für Ellington at Carnegie Hall – 1943 – Duke Ellington - Alan Lomax für Georgia Sea Island Songs – verschiedene Künstler - Dan Morgenstern für The Individualism of Pee Wee Russell – Pee Wee Russell - Phil David Baker und R.D. Darell für Works of Carpenter/Gilbert/Adolph Weiss/Powell – Los Angeles Philharmonic |                          |
| 1980                 | 1980                 | Bob Porter und James Patrick |                                           | Charlie Parker: The Complete Savoy Sessions                                                                     | Charlie Parker                                                                                      | - Melvin Maddocks für Giants of Jazz: Billie Holiday – Billie Holiday - Dan Morgenstern und Stanley Dance für Giants of Jazz: Duke Ellington – Duke Ellington - Dick Schory für The Magical Music of Walt Disney – verschiedene Künstler - Richard M. Sudhalter für Hoagy Carmichael: A Legendary Performer and Composer – Hoagy Carmichael |                          |
| 1981                 | 1981                 | David McClintock |                                           | Trilogy: Past Present Future                                                                                    | Frank Sinatra                                                                                       | - David Evans und Bruce Bastin für Atlanta Blues: 1933 – Blind Willie McTell, Curley Weaver und Buddy Moss - Lauren Lortie für Elvis Aron Presley – Elvis Presley - John McDonough und Richard M. Sudhalter für Giants of Jazz: Lester Young – Lester Young - Dan Morgenstern für Chicago Concert 1956 – Louis Armstrong |                          |
| 1982                 | 1982                 | Dan Morgenstern | Vereinigte Staaten                        | Erroll Garner: Master of the Keyboard                                                                           | Erroll Garner                                                                                       | - C.P. Crumpacker für The Mario Lanza Collection – Mario Lanza - John McDonough für Giants of Jazz: Pee Wee Russell – Pee Wee Russell - David Thompson und Philip W. Payne für Giants of Jazz: Fats Waller – Fats Waller - Dick Wellstood, Willa Rouder und Frank Kappler für Giants of Jazz: James P. Johnson – James P. Johnson |                          |
| 1983                 | 1983                 | John Chilton und Richard Sudhalter                                                                                                   | Vereinigtes Königreich                    | Giants of Jazz: Bunny Berigan                                                                                   | Bunny Berigan                                                                                       | - Gary Giddins für Duke Ellington 1941 – Duke Ellington & His Orchestra - Thornton Hagert für An Experiment in Modern Music: Paul Whiteman at Aeolian Hall – Paul Whiteman - William Ivey für The Greatest Country Music Recordings of All Time – verschiedene Künstler - William Ivey und Bob Pinson für 60 Years of Country Music – verschiedene Künstler - Robert Palmer für Young Blood – The Coasters |                          |
| 1984                 | 1984                 | Orrin Keepnews | Vereinigte Staaten                        | The Interplay Sessions                                                                                          | Bill Evans                                                                                          | - Lester Bangs für The Fugs Greatest Hits, Volume 1 – The Fugs - Peter Guralnick für The Okeh Sessions – Big Maybelle - Richard B. Hadlock für Giants of Jazz: Joe Sullivan – Joe Sullivan - John McDonough für Seven Come Eleven – Benny Goodman |                          |
| 1985                 | 1985                 | Gunther Schuller und Martin Williams                                                                                                 | Vereinigte Staaten                        | Big Band Jazz                                                                                                   | verschiedene Künstler                                                                               | - Glenn Hinson für Virginia Traditions Work Songs – verschiedene Künstler - Grover Sales für Amadeus (Original Soundtrack) – Neville Marriner (Dirigent) und die Academy of St. Martin in the Fields - James Sundquist für An Anthology of Sacred Carols for Classical Guitar – James Sundquist - Z Factor und Lorene Lortie für A Golden Celebration – Elvis Presley |                          |
| 1986                 | 1986                 | Peter Guralnick | Vereinigte Staaten                        | Live at the Harlem Square Club, 1963                                                                            | Sam Cooke                                                                                           | - Lenny Kaye für Bleecker and McDougal: The Folk Scene of the 1960s – verschiedene Künstler - Lenny Kaye für Crossroads: White Blues in the 1960s – verschiedene Künstler - James R. Morris, J.R. Taylor und Dwight Blocker Bowers für American Popular Song – verschiedene Künstler - Neil Tesser für The Girl from Ipanema: The Bossa Nova Years – Stan Getz |                          |
| 1987                 | 1987                 | Gary Giddins, Wilfrid Sheed, Jonathan Schwartz, Murray Kempton, Andrew Sarris, Stephen Holden und Frank Conroy                       | Vereinigte Staaten                        | The Voice: The Columbia Years 1943–1952                                                                         | Frank Sinatra                                                                                       | - Cameron Crowe für Biograph – Bob Dylan - Richard Freed und Peter Eliot Stone für Virtuosi (Smithsonian Productions) – verschiedene Künstler - David Hall, John Stratton, Tom Owen, Robert Tuggle und David Hamilton für The Mapleson Cylinders – Metropolitan Opera - Lenny Kaye für Elektrock: The Sixties – verschiedene Künstler |                          |
| 1988                 | 1988                 | Orrin Keepnews | Vereinigte Staaten                        | The Complete 1957 Riverside Recordings                                                                          | Thelonious Monk                                                                                     | - Peter Guralnick für The Complete Sun Sessions – Elvis Presley - Nolan Porterfield für Jimmie Rodgers on Record: America’s Blue Yodeler – Jimmie Rodgers - Mark Tucker für Singers and Soloists of the Swing Bands – verschiedene Künstler - Charles K. Wolfe für The Bristol Sessions – verschiedene Künstler |                          |
| 1989                 | 1989                 | Anthony DeCurtis | Vereinigte Staaten                        | Crossroads | Eric Clapton                                                                                        | - John Edward Hasse für The Classic Hoagy Carmichael – Hoagy Carmichael - Mike Kreuger für Show Boat – Frederica von Stade, Jerry Hadley, Teresa Stratas, Nancy Culp und Lillian Gish mit John McGlinn (Dirigent) und der London Sinfonietta - Dan Morgenstern für The Complete Commodore Jazz Recordings, Volume 1 – verschiedene Künstler - Vaughn Webb für Virginia Tradition: Southwest Virginia Blues – verschiedene Künstler |                          |
| 1990                 | 1990                 | Phil Schaap | Vereinigte Staaten                        | Bird: The Complete Charlie Parker on Verve                                                                      | Charlie Parker                                                                                      | - Dwight Blocker Bowers für American Musical Theatre: Shows, Songs and Stars – verschiedene Künstler - Gene Lees für The Complete Fantasy Recordings – Bill Evans - Howard Wright Marshall, Amy E. Skillman und Charles Walden für Now That’s a Good Tune – Masters of Traditional Missouri Fiddling - Martin Williams, Dick Katz und Francis Davis für Jazz Piano 1898–1964 – verschiedene Künstler |                          |
| 1991                 | 1991                 | Dan Morgenstern | Vereinigte Staaten                        | Brownie: The Complete Emarcy Recordings of Clifford Brown                                                       | Clifford Brown                                                                                      | - Mary Katherine Aldin und Robert Palmer für Muddy Waters: The Chess Box – Muddy Waters - Gary Giddons für Art Pepper: The Complete Galaxy Recordings – Art Pepper - Robert Palmer für Bo Diddley: The Chess Box – Bo Diddley - David Perry für The Jack Kerouac Collection – Jack Kerouac |                          |
| 1992                 | 1992                 | James Brown, Cliff White, Harry Weinger, Nelson George, und Alan M. Leeds                                                            | Vereinigte Staaten                        | Star Time | James Brown                                                                                         | - John Bauldie für The Bootleg Series Volumes 1–3 (Rare & Unreleased 1961–1991)3 – Bob Dylan - Rob Bowman für The Complete Stax/Volt Singles 1959–1968 – verschiedene Künstler - Colin Escott für The Original Singles Collection . . . Plus – Hank Williams - Robert Palmer für The Birth of Soul – Ray Charles |                          |
| 1993                 | 1993                 | Dave Marsh, Jerry Wexler, David Ritz, Thulani Davis, Ahmet Ertegün, Tom Down und Arif Mardin                                         | Vereinigte Staaten Türkei                 | Queen of Soul: The Atlantic Recordings                                                                          | Aretha Franklin                                                                                     | - Will Friedwald und Dick Katz für The Complete Capitol Recordings of the Nat King Cole Trio – Nat King Cole Trio - Peter Guralnick für The King of Rock ’n’ Roll: The Complete 50s Masters – Elvis Presley - Pete Welding und Lawrence Cohn für Roots n’ Blues the Retrospective (1925–1950) – verschiedene Künstler - Robert Kimball und Richard Sudhalter für You’re the Top: Cole Porter in the 1930s – verschiedene Künstler |                          |
| 1994                 | 1994                 | Buck Clayton, Phil Schaap und Joel E. Siegel                                                                                         | Vereinigte Staaten                        | The Complete Billie Holliday on Verve 1945–1959                                                                 | Billie Holiday                                                                                      | - Colin Escott für King of the Blues – B. B. King - Orrin Keepnews und Jim Ferguson für The Complete Riverside Recordings – Wes Montgomery - Peter Guralnick für From Nashville to Memphis: The Essential 60s Masters – Elvis Presley - Alan Lomax und Robert Palmer für Songs of the South: A Musical Journey from the Georgia Sea Islands to the Mississippi Delta Recorded in the Field by Alan Lomax – verschiedene Künstler |                          |
| 1995                 | 1995                 | Dan Morgenstern und Loren Schoenberg                                                                                                 | Vereinigte Staaten                        | Louis Armstrong: Portrait of the Artists as a Young Man, 1923–1934                                              | Louis Armstrong                                                                                     | - Yves Beauvais, Don Cherry, Ornette Coleman und Robert Palmer for Beauty Is A Rare Thing: The Complete Atlantic Recordings – Ornette Coleman - Francis Pandras, Celia Powell, Peter Pullman, Sonny Rollins und Horace Silver für The Complete Bud Powell on Verve – Bud Powell - Carol Cooper, Steven Greenberg und Jaime Wolf für Otis! The Definitive – Otis Redding - Peter Guralnick für Sam Cooke’s SAR Records Story 1959–1965 – verschiedene Künstler |                          |
| 1996                 | 1996                 | Rob Bowman | Kanada                                    | The Complete Stax/Volt Soul Singles, Vol. 3: 1972–1975                                                          | verschiedene Künstler                                                                               | - Geoffrey Mark Fidelman und James Gavin für Ella: The Legendary Decca Recordings – Ella Fitzgerald - John Fricke für 25th Anniversary: Retrospective – Judy Garland - Dan Morgenstern für I’ll Be Seeing You: A Tribute to Carmen McRae – Carmen McRae - Dan Morgenstern für Let’s Do It: Best of the Verve Years – Louis Armstrong |                          |
| 1997                 | 1997                 | George Avakian, Bob Belden, Bill Kirchner und Phil Schaap                                                                            | Vereinigte Staaten                        | Miles Davis & Gil Evans: The Complete Columbia Studio Recordings                                                | Miles Davis und Gil Evans                                                                           | - Will Friedwald, Dave Kapp und Mel Tormé für The Mel Tormé Collection: 1944 – 1985 – Mel Tormé - Lawrence Hoffman für Mean Old World: The Blues from 1940 to 1994 – verschiedene Künstler - Will Friedwald für The Complete Capitol Singles Collection – Frank Sinatra - Chris Albertson für The Complete Recordings, Vol. 5 – Bessie Smith |                          |
| 1998                 | 1998                 | John Fahey, Luis Kemnitzer, Jon Pankake, Chuck Pirtle, Jeff Place, Neil V. Rosenberg, Luc Sante, Peter Stampfel und Eric Von Schmidt | Vereinigte Staaten                        | Anthology of American Folk Music                                                                                | verschiedene Künstler                                                                               | - Robert Gordon für Anthology – Al Green - Ben Edmonds, Mark Kemp, Meegan Lee Ochs und Michael Ventura for Farewells & Fantasies – Phil Ochs - Dave Alvin, James Austin, Bill Dahl, Ahmet Ertegün, David Ritz, Billy Vera und Jerry Wexler für Ray Charles Genius & Soul: The 50th Anniversary Collection – Ray Charles - Ian Whitcomb für Titanic: Music As Heard on the Fateful Voyage – verschiedene Künstler |                          |
| 1999                 | 1999                 | Bob Belden, Todd Coolman und Michael Cuscuna                                                                                         | Vereinigte Staaten                        | Miles Davis Quintet 1965–1968                                                                                   | Miles Davis Quintet                                                                                 | - Joel Dorn, Tom Dowd, Andrew Homzy, Patrick Milligan, Sue Mingus, Tina Marisa Rocchio und Stefano Zenni für Passions of a Man: The Complete Atlantic Recordings 1956–1961 – Charles Mingus - Daniel Cooper und Colin Escott für The Complete Hank Williams – Hank Williams - Bill Ivey, Bill C. Malone, Claudia Perry, John W. Rumble und Ron Wynn für From Where I Stand: The Black Experience in Country Music – verschiedene Künstler - Sedgwick Clark, Barbara Haws, Kurt Masur, Alan Rich, Robert Sherman und Steven Smolian für The Historic Broadcasts 1923 to 1987 – New Yorker Philharmoniker |                          |
| 2000                 | 2000                 | Bob Blumenthal |                                           | The Classic Quartet: The Complete Impulse! Recordings                                                           | John Coltrane                                                                                       | - Rick Bragg für Live at The Grand Ole Opry – Hank Williams (Mercury Nashville) - Rob Bowman für The Last Soul Company – verschiedene Künstler (Malaco) - Daniel Cooper für The Complete Country & Western Recordings (1959–1986) – Ray Charles (Rhino) - Marc Kirkeby für Sony Music 100 Years: Soundtrack for a Century – verschiedene Künstler (Sony) |                          |
| 2001                 | 2001                 | Bob Blumenthal |                                           | The Complete Columbia Recordings 1955–1961                                                                      | Miles Davis und John Coltrane                                                                       | - Jeff Place für The Best of Broadside 1962–1988: Anthems of the American Underground from the Pages of Broadside Magazine – verschiedene Künstler (Smithsonian Folkways) - John Chilton für The Complete Lester Young Studio Sessions on Verve – Lester Young (Verve) - Bud Scoppa für Hotcakes & Outtakes: 30 Years of Little Feat – Little Feat (Rhino) - Dr. Demento für The Remains of Tom Lehrer – Tom Lehrer (Rhino) - Gerald Early für Yes I Can! The Sammy Davis Jr. Story – Sammy Davis, Jr. (Warner Archives/Rhino) |                          |
| 2002                 | 2002                 | Walter Mosley | Vereinigte Staaten                        | ...And It’s Deep Too! The Complete Warner Bros. Recordings (1968-1992)                                          | Richard Pryor                                                                                       | - Mari Evans für The Long Road Back To Freedom: An Anthology of Black Music – verschiedene Künstler (Buddha) - Gerald Early für Rhapsodies in Black: Music and Words from the Harlem Renaissance – verschiedene Künstler (Rhino) - Rob Bowman für The Stax Story – verschiedene Künstler (Stax) |                          |
| 2002                 | 2002                 | Elijah Wald | Vereinigte Staaten                        | Arhoolie Records 40th Anniversary Collection: 1960–2000 The Journey of Chris Strachwitz                         | verschiedene Künstler                                                                               | - Mari Evans für The Long Road Back To Freedom: An Anthology of Black Music – verschiedene Künstler (Buddha) - Gerald Early für Rhapsodies in Black: Music and Words from the Harlem Renaissance – verschiedene Künstler (Rhino) - Rob Bowman für The Stax Story – verschiedene Künstler (Stax) |                          |
| 2003                 | 2003                 | David Evans | Vereinigte Staaten                        | Screamin’ and Hollerin’ the Blues: The Worlds of Charley Patton                                                 | Charlie Patton                                                                                      | - Artie Shaw für Artie Shaw: Self Portrait – Artie Shaw (Bluebird/RCA) - Dennis McNally for The Golden Road (1965–1973) – Grateful Dead (Rhino) - Will Friedwald für Frank Sinatra in Hollywood 1940-1964 – Frank Sinatra (Reprise/Warner) - Tim Page für A State of Wonder: The Complete Goldberg Variations 1955 & 1981 – Glenn Gould (Sony Classical) |                          |
| 2004                 | 2004                 | Tom Piazza |                                           | Martin Scorsese Presents the Blues: A Musical Journey                                                           | verschiedene Künstler                                                                               | - Loren Schoenberg für Count Basie and His Orchestra—America's #1 Band! The Columbia Years – Count Basie and His Orchestra (Columbia/Legacy) - Ashley Kahn für Four Women: The Nina Simone Philips Recordings – Nina Simone (Verve) - Will Friedwald für Peggy Lee—The Singles Collection – Peggy Lee (Capitol/EMI) - Daniel Wolff für Sam Cooke with The Soul Stirrers—The Complete Specialty Records Recordings – Sam Cooke mit The Soul Stirrers (Specialty) |                          |
| 2005                 | 2005                 | Loren Schoenberg | Vereinigte Staaten                        | The Complete Columbia Recordings of Woody Herman and His Orchestra & Woodchoppers (1945–1947) –                 | Woody Herman and His Orchestra                                                                      | - Sean Wilentz für The Bootleg Series Vol. 6: Bob Dylan Live 1964, Concert at Philharmonic Hall – Bob Dylan (Columbia/Legacy) - Barry Alfonso für Carry It On – Peter, Paul and Mary (Rhino) - Paul Krassner für Let the Buyer Beware – Lenny Bruce (Shout! Factory) - Chris Morris für No Thanks! The 70's Punk Rebellion – verschiedene Künstler (Rhino) |                          |
| 2006                 | 2006                 | Alan Lomax und John Szwed | Vereinigte Staaten                        | The Complete Library of Congress Recordings                                                                     | Jelly Roll Morton                                                                                   | - Adam White für Heaven Must Have Sent You: The Holland/Dozier/HollandStory – verschiedene Künstler (Hip-O) - Patrick Carr für The Legend – Johnny Cash (Columbia/Legacy) - David Ritz für Pure Genius: The Complete Atlantic Recordings (1952–1959) – Ray Charles (Atlantic/Rhino/Warner) - Henry "Hank" Sapoznik für You Ain’t Talkin’ to Me: Charlie Poole and the Roots of Country Music – Charlie Poole und verschiedene Künstler (Columbia/Legacy) |                          |
| 2007                 | 2007                 | Dan Morgenstern | Vereinigte Staaten                        | If You Got To Ask, You Ain’t Got It!                                                                            | Fats Waller                                                                                         | - Marshall Wyatt für Good for What Ails You: Music of the Medicine Shows, 1926–1937 – verschiedene Künstler (Old Hat) - Tim Brooks für Lost Sounds: Blacks and the Birth of the Recording Industry 1891–1922 – verschiedene Künstler (Archeophone) - David Ritz und Ben Edmonds for Pirate Radio – The Pretenders (Rhino/Warner/Sire) - David Fricke für There Is a Season – The Byrds (Columbia/Legacy) |                          |
| 2008                 | 2008                 | Bruce Nemerov |                                           | John Work III: Recording Black Culture                                                                          | verschiedene Künstler                                                                               | - Patrick Feaster und David Giovannoni für Actionable Offenses: Indecent Phonograph Recordings from the 1890s – verschiedene Künstler (Archeophone) - Loren Schoenberg für Classic Chu Berry Columbia and Victor Sessions – Chu Berry (Mosaic) - David Sager für Off the Record: The Complete 1923 Jazz Band Recordings – King Olivers Creole Jazz Band (Off The Record) - Ricky Jay für Ricky Jay Plays Poker – verschiedene Künstler (Octone/Legacy) |                          |
| 2009                 | 2009                 | Francis Davis |                                           | Kind of Blue: 50th Anniversary Collector's Edition                                                              | Miles Davis                                                                                         | - Art Rosenbaum für Art of Field Recording Volume I: Fifty Years of Traditional American Music Documented by Art Rosenbaum – verschiedene Künstler (Dust-to-Digital) - Patrick Feaster und David Giovannoni für Debate '08: Taft and Bryan Campaign on the Edison Phonograph – William Jennings Bryan und William Howard Taft (Archeophone) - David Ritz und Jerry Wexler für Rare & Unreleased Recordings from the Golden Reign of the Queen of Soul – Aretha Franklin (Rhino/Atlantic) - Henry "Hank" Sapoznik für The Unsung Father of Country Music: 1925–1934 – Ernest V. Stoneman (5-String) |                          |
| 2010                 | 2010                 | Dan Morgenstern | Vereinigte Staaten                        | The Complete Louis Armstrong Decca Sessions (1935–1946)                                                         | Louis Armstrong                                                                                     | - Mark Berresford für Dance-O-Mania: Harry Yerkes and the Dawn of the Jazz Age, 1919–1923 – The Happy Six (Rivermont) - Douglas Brinkley und Johnny Depp für Gonzo: The Life and Work of Dr. Hunter S. Thompson—Music from the Film – verschiedene Künstler (Legacy) - Ed Cray und Bill Nowlin für My Dusty Road – Woody Guthrie (Rounder) - Lloyd Ecker und Susan Ecker for Origins of the Red Hot Mama, 1910–1922 – Sophie Tucker (Archeophone) |                          |
| 2011                 | 2011                 | Robert Gordon | Vereinigte Staaten                        | Keep an Eye on the Sky                                                                                          | Big Star                                                                                            | - Gage Averill für Alan Lomax in Haiti: Recordings for the Library of Congress, 1936–1937 – verschiedene Künstler (Harte) - Ashley Kahn für Side Steps – John Coltrane (Prestige) - Doug Seroff für There Breathes a Hope: The Legacy of John Work II and His Fisk Jubilee Quartet, 1909–1916 – Fisk University Jubilee Quartet (Archeophone) - Will Sheff für True Love Cast Out All Evil – Roky Erickson mit Okkervil River (Anti-) |                          |
| 2012                 | 2012                 | Adam Machado |                                           | Hear Me Howling!: Blues, Ballads & Beyond as Recorded by the San Francisco Bay by Chris Strachwitz in the 1960s | verschiedene Künstler                                                                               | - Neil Diamond für The Bang Years 1966-1968 – Neil Diamond (Columbia) - Ted Olson und Tony Russell for The Bristol Sessions 1927–1928: The Big Bang of Country Music – verschiedene Künstler (Bear Family) - Ken Shipley für Complete Mythology – Syl Johnson (Numero) - Alec Palao für The Music City Story: Street Corner Doo Wop, Raw R&B and Soulful Sounds From Berkeley, California 1950–75 – verschiedene Künstler (Ace) |                          |
| 2013                 | 2013                 | Billy Vera | Vereinigte Staaten                        | Singular Genius: The Complete ABC Singles                                                                       | Ray Charles                                                                                         | - Stephen Wade für Banjo Diary: Lessons From Tradition – Stephen Wade (Smithsonian Folkways) - Hans Olof Gottfridsson für First Recordings: 50th Anniversary Edition – The Beatles and Tony Sheridan (Time Life) - Holly George-Warren für The Pearl Sessions – Janis Joplin (Sony Legacy) - Fernando Gonzalez für Piazzolla in Brooklyn – Pablo Aslan Quintet (Soundbrush) |                          |
| 2014                 | 2014                 | Neil Tesser | Vereinigte Staaten                        | Afro Blue Impressions (Remastered and Expanded)                                                                 | John Coltrane                                                                                       | - Ben Young für Call it Art 1964–1965 – New York Art Quartet (Triple Point) - Alec Palao für Electric Music for the Mind and Body – Country Joe & the Fish (Ace/Vanguard) - Jonathan Cott für Strawinsky: Le sacre du printemps – Leonard Bernstein und die New Yorker Philharmoniker (Sony Classical) - Sean Wilentz für 360 Sound: The Columbia Records Story – verschiedene Künstler (Columbia) - Nathan Salsburg für Work Hard, Play Hard, Pray Hard: Hard Time, Good Time & End Time Music 1923–1936 – verschiedene Künstler (Tompkins Square) |                          |
| 2015                 | 2015                 | Ashley Kahn | Vereinigte Staaten                        | Offering: Live at Temple University                                                                             | John Coltrane                                                                                       | - David Sager für Happy: The 1920 Rainbo Orchestra Sides – Isham Jones Rainbo Orchestra (Archeophone) - Alec Palao für I’m Just Like You: Sly’s Stone Flower 1969–70 – verschiedene Künstler (Light In The Attic) - Scott B. Bomar für The Other Side of Bakersfield: 1950s & 60s Boppers and Rockers from ‘Nashville West‘ – verschiedene Künstler (Bear Family) - Jon Kirby für Purple Snow: Forecasting the Minneapolis Sound – verschiedene Künstler (Numero) - Scott Blackwood für The Rise & Fall of Paramount Records, Volume One (1917–27) – verschiedene Künstler (Third Man/Revenant) |                          |
| 2016                 | 2016                 | Joni Mitchell | Kanada                                    | Love Has Many Faces: A Quartet, A Ballet, Waiting To Be Danced                                                  | Joni Mitchell                                                                                       | - James P. Leary für Folksongs of Another America: Field Recordings from the Upper Midwest, 1937–1946 – verschiedene Künstler (Dust-to-Digital/University of Wisconsin Press) - Jeff Place für Lead Belly: The Smithsonian Folkways Collection – Lead Belly (Smithsonian Folkways) - Ted Olson für Portrait of an American Singer – Tennessee Ernie Ford (Bear Family) - Ryan Barna for Songs of the Night: Dance Recordings, 1916–1925 – Joseph C. Smith's Orchestra (Archeophone) |                          |
| 2017                 | 2017                 | Ken Bloom und Richard Carlin | Vereinigte Staaten                        | Sissle and Blake Sing Shuffle Along                                                                             | Eubie Blake und Noble Sissle                                                                        | - Mikal Gilmore für The Complete Monument & Columbia Albums Collection – Kris Kristofferson (Legacy) - Ted Olson & Tony Russell für The Knoxville Sessions, 1929–1930: Knox County Stomp – verschiedene Künstler (Bear Family) - Rob Sevier & Ken Shipley für Ork Records: New York, New York – verschiedene Künstler (Numero) - Richard Martin für Waxing the Gospel: Mass Evangelism and the Phonograph, 1890–1900 – verschiedene Künstler (Archeophone) |                          |
| 2018                 | 2018                 | Lynell George |                                           | Live at the Whisky A Go Go: The Complete Recordings                                                             | Otis Redding                                                                                        | - Wayne Bledsoe & Bradley Reeves für Arthur Q. Smith: The Trouble With the Truth – verschiedene Künstler (Bear Family) - Ted Olson für Big Bend Killing: The Appalachian Ballad Tradition – verschiedene Künstler (Great Smoky Mountains Association) - Bryan S. Wright für The Complete Piano Works of Scott Joplin – Richard Dowling (Rivermont) - David Giovannoni für Edouard-Léon Scott de Martinville, Inventor of Sound Recording: A Bicentennial Tribute – verschiedene Künstler (Archeophone) - Michael Corcoran für Washington Phillips and His Manzarene Dreams – Washington Phillips (Dust-to-Digital) |                          |
| 2019                 | 2019                 | David Evans |                                           | Voices of Mississippi: Artists and Musicians Documented by William Ferris                                       | verschiedene Künstler                                                                               | - James P. Leary für Alpine Dreaming: The Helvetia Records Story, 1920-1924 – verschiedene Künstler (Archeophone) - Richard Martin & Ted Olson für 4 Banjo Songs, 1891-1897: Foundational Recordings of America's Iconic Instrument – Charles A. Asbury (Archeophone) - Ben Ratliff für The 1960 Time Sessions – Sonny Clark Trio (Tompkins Square) - David Gilbert für The Product of Our Souls: The Sound and Sway of James Reese Europe’s Society Orchestra – verschiedene Künstler (Archeophone) - Amanda Petrusich für Trouble No More: The Bootleg Series Vol. 13 / 1979-1981 (Deluxe Edition) – Bob Dylan (Columbia/Legacy) |                          |
| 2020                 | 2020                 | Steve Greenberg (Album-Begleittext)                                                                                                  |                                           | Stax '68: A Memphis Story                                                                                       | verschiedene Künstler                                                                               | - The Complete Cuban Jam Sessions von Judy Cantor-Navas, Album-Begleittext (verschiedene Künstler) - The Gospel According to Malaco von Robert Marovich, Album-Begleittext (verschiedene Künstler) - Pedal Steel + Four Corners von Brendan Greaves, Album-Begleittext (Terry Allen And The Panhandle Mystery Band) - Pete Seeger: The Smithsonian Folkways Collection von Jeff Place, Album-Begleittext (Pete Seeger) |                          |
| 2021                 | 2021                 | Bob Mehr |                                           | Dead Man’s Pop                                                                                                  | The Replacements                                                                                    | - At the Minstrel Show: Minstrel Routines from the Studio, 1894–1926 von verschiedenen Interpreten (Verfasser: Tim Brooks) - The Bakersfield Sound: Contry Music Capital of the West, 1940–1974 von verschiedenen Interpreten (Verfasser: Scott B. Bomar) - The Missing Link: How Gus Haenschen Got Us from Joplin to Jazz and Shaped the Music Business (Verfasser: Colin Hancock) - Out of a Clear Blue Sky von Nat Brusiloff (Verfasser: David Sager) |                          |
| 2022                 | 2022                 | Ricky Riccardi |                                           | The Complete Louis Armstrong Columbia and RCA Victor Studio Sessions 1946–1966                                  | Louis Armstrong                                                                                     | - Beethoven: The Last Three Sonatas von Sunwook Kim (Verfasserin: Ann-Katrin Zimmermann) - Creation Never Sleeps, Creation Never Dies: The Willie Dunn Anthology von Willie Dunn (Verfasser: Kevin Howes) - Etching the Voice: Emile Berliner and the First Commercial Gramophone Discs, 1889–1895 von verschiedenen Interpreten (Verfasser: David Giovannoni, Richard Martin, Stephan Puille) - The King of Gospel Music: The Life and Music of Reverend James Cleveland von verschiedenen Interpreten (Verfasser: Robert Marovich) |                          |
| 2023 5. Februar 2023 | 2023 5. Februar 2023 | Bob Mehr |                                           | Yankee Hotel Foxtrot (20th Anniversary Super Deluxe Edition)                                                    | Wilco                                                                                               | - The American Clavé Recordings von Astor Piazzolla (Verfasser: Fernando González) - Andy Irvine & Paul Brady von Andy Irvine & Paul Brady (Verfasser: Gareth Murphy) - Harry Partch, 1942 von Harry Partch (Verfasser: John Schneider) - Life’s Work: A Retrospective von Doc Watson (Verfasser: Ted Olson) |                          |
| 2024 4. Februar 2024 | 2024 4. Februar 2024 | Robert Gordon, Deanie Parker | Vereinigte Staaten                        | Written in Their Soul: The Stax Songwriter Demos                                                                | Verschiedene Interpreten                                                                            | - Evenings at the Village Gate: John Coltrane with Eric Dolphy (live) von John Coltrane & Eric Dolphy (Verfasser: Ashley Kahn) - I Can Almost See Houston: The Complete Howdy Glenn von Howdy Glenn (Verfasser: Scott B. Bomar) - Mogadishu’s Finest: The Al Uruba Sessions von der Iftin Band (Verfasser: Vik Sohonie) - Playing for the Man at the Door: Field Recordings from the Collection of Mack McCormick, 1958–1971 von verschiedenen Interpreten (Verfasser: Jeff Place, John Troutman) |                          |
| 2025 2. Februar 2025 | 2025 2. Februar 2025 | Ricky Riccardi | Vereinigte Staaten                        | Centennial | King Oliver’s Creole Jazz Band und verschiedene Interpreten                                         | - After Midnight von Ford Dabney’s Syncopated Orchestras (Verfasser: Tim Brooks) - The Carnegie Hall Concert von Alice Coltrane (Verfasser: Lauren du Graf) - John Culshaw: The Art of the Producer – The Early Years 1948−55 von John Culshaw (Verfasser: Dominic Fyfe) - SONtrack original de la película „Al Son de Beno“ von verschiedenen Interpreten (Verfasser: Josh Kun) |                          |